# Zdzisława Antczak
Zdzisława Antczak – polska działaczka oświatowa, działaczka na rzecz dzieci, nauczycielka i metodyk biologii.

## Życiorys
Początkowo pełniła funkcję prezesa zarządu koła miejskiego Towarzystwa Przyjaciół Dzieci w Pile (od 1999 do 2003 wiceprezesem tego koła). Z organizacją tą związała się na całe życie. Od 1983 do 2007 była sekretarzem Zarządu Wojewódzkiego (potem Okręgowego) TPD w Pile. Była też dyrektorką biura zarządu TPD. Z jej inicjatywy powstało kilka kół TPD w ówczesnym województwie pilskim. Organizowała kolonie letnie i zimowe, półkolonie i rajdy turystyczne. Propagowała wyjazdy adresowane do dzieci z niepełnosprawnościami i rożnymi chorobami (m.in. cukrzycą), czy dysfunkcjami, np. wadami wymowy. Była inicjatorką i organizatorką pierwszych szkół integracyjnych województwa pilskiego, jak również działała na rzecz adopcji. Od 2005 pełniła w Pile funkcję Społecznego Rzecznika Praw Dziecka TPD.
Oprócz pracy na rzecz dzieci działała jako ławnik, samorządowiec i harcerz. Była członkiem Związku Nauczycielstwa Polskiego. Przez piętnaście lat była radną w Pile.

## Ordery i odznaczenia
Otrzymała następujące odznaczenia i wyróżnienia:
- Krzyż Kawalerski Orderu Odrodzenia Polski,
- Złoty i Srebrny Krzyż Zasługi,
- Medal Komisji Edukacji Narodowej,
- Medal im. dr Jordana,
- Złota Odznaka Zasłużony Działacz TPD,
- Specjalna Odznaka Przyjaciel Dziecka[1].